# Fox Corporation
Fox Corporation (connue avant sa création sous le nom de « New Fox ») est une société de médias de masse issue d'une scission de la défunte 21st Century Fox, une part des actifs servant à sa création et l'autre part étant acquise par son concurrent The Walt Disney Company,. La Fox Corporation est officiellement créée le 19 mars 2019, à la veille de la finalisation prévue de l’acquisition par Disney du reste de la 21st Century Fox.
Fox Corporation, successeur légal de 21st Century Fox (qui a succédé à News Corporation), exerce ses activités principalement dans les secteurs de la télédiffusion, de la retransmission télévisuelle de l'actualité de du sport. News Corp, sa société sœur sous le contrôle de Rupert Murdoch, détient les intérêts de Murdoch dans la presse et d'autres actifs médiatiques en Australie (détenus par lui et sa famille par l'intermédiaire d'une fiducie familiale détenue à 39 % chacun). Rupert Murdoch est co-président exécutif, tandis que son fils, Lachlan Murdoch, est président-directeur général.
Les actifs de la Fox comprennent Fox Broadcasting Company, Fox Télévision Stations, Fox News, Fox Business Network, les activités nationales de Fox Sports et autres.

## Histoire
Le 11 janvier 2019, Fox Corporation annule son projet de racheter les 22 chaînes Fox Sports Net à Disney et se retire des enchères,, tandis que Sinclair serait le favori. Le 25 juillet 2019, Fox, Disney et Genting parviennent à un accord dans le procès concernent le parc malaisien 20th Century Fox World,.
En mars 2020, Fox annonce l'acquisition de Tubi, une entreprise spécialisée dans le streaming de contenu audiovisuels, pour 440 millions de dollars.

## Gouvernance

### Conseil d'administration
- Rupert Murdoch (co-président) [19]
- Lachlan Murdoch (président-directeur général) [19]
- Paul Ryan (directeur) [19]
- Jacques Nasser (directeur) [19]
- Anne Dias (directrice) [19]
- Roland A. Hernandez (directeur) [19]
- Chase Carey (directeur) [19]

### Direction
- John Nallen (directeur de l'exploitation) [20]
- Paul Cheesbrough (directeur de la technologie)
- Steve Tomsic (directeur financier)
- Viet D. Dinh (responsable juridique et politique)
- Joseph Dorrego (directeur des relations investisseurs et vice-président exécutif, initiatives relatives aux entreprises) [21]
- Mike Biard (président des opérations et de la distribution)
- Marianne Gambelli (présidente des ventes publicitaires)
- Charlie Collier (PDG de Entertainment) [22]
- Eric Shanks (PDG de Fox Sports)

## Activités
- Fox Broadcasting Company
- Fox Networks Group
- Fox Television Stations Group
  - 28 stations
  - MyNetworkTV
  - Movies! (50 %)
- Fox News Group  
  - Fox News Channel
  - Fox Business Network
  - Fox News Radio
  - Fox News Talk
  - Fox Nation
- Fox Sports Net
  - Fox Sports
  - FS1
  - FS2
  - Fox Deportes
  - Big Ten Network (51 %)
  - Fox Soccer Plus
  - Fox College Sports
  - Fox Sports Racing
  - Fox Sports Radio
  - Fox Sports Digital Media
  - Home Team Sports (HTS) – vente de publicité pour les chaînes sportives, y compris d'autres réseaux sportifs régionaux, ainsi que production commerciale et la production d'émissions et d'événements 
    - Fox Sports College Properties - détenteur des droits universitaires pour la Big East Conference, plusieurs universités : Michigan State, Auburn, San Diego State, Georgetown & USC et le Los Angeles Memorial Coliseum
    - Impression Sports & Entertainment - droits de naming et parrainage d’événements.
- Le terrain du studio de 20th Century Fox (à louer à The Walt Disney Company)

## Actionnaires
Liste des principaux actionnaires au 16 novembre 2021 :
| Nom                                            | %      |
| ---------------------------------------------- | ------ |
| Dodge & Cox                                    | 15,1 % |
| The Vanguard Group                             | 10,2 % |
| Independent Franchise Partners                 | 7,37 % |
| SSgA Funds Management                          | 4,66 % |
| The Children's Investment Fund Management (en) | 3,43 % |
| Ninety One plc (en) UK                         | 3,19 % |
| BlackRock Advisors                             | 2,80 % |
| LSV Asset Management                           | 2,71 % |
| Morgan Stanley Investment Management           | 2,61 % |
| BlackRock Fund Advisors                        | 2,51 % |